# Созонова Надія Володимирівна
Надія Володимирівна Созонова (до шлюбу Ярмоцька, в першому шлюбі Кудінова, нар. 14 серпня 1991 року в місті Аксай, Ростовська область, Російська РФСР, СРСР) — російська регбістка, півзахисниця команди ЦСКА, капітан жіночої збірної Росії з регбі-7. Чемпіонка Універсіади 2013 року, чемпіонка Європи 2013, 2014 і 2016 років, срібна призерка чемпіонату Європи 2015 року. Капітан збірної Росії. Заслужений майстер спорту Росії.

## Біографія
Надія Ярмоцька 1991 року в місті Аксай, Ростовської області. Розпочала займатися гандболом в Ростові-на-Дону. Потім перейшла в регбі після розформування гандбольної команди. Перший досвід був в регбіліг: Надія грала за ростовські команди, пізніше дебютувала у складі жіночої збірної Росії з регбіліг у 2008 році на чемпіонаті світу з регбіліг і потрапила до символічної збірної (росіянки тоді виграли тільки один матч, перемігши француженок 18:12, і програли австралійкам і англійкам 0:72).
У 2008 році в останньому турі чемпіонату Росії з регбі-7 в Краснодарі вона зустріла Михайла Юрійовича Коробова і стала гравцем краснодарської команди «Южанка». Паралельно продовжувала навчатися в Краснодарському державному університеті фізичної культури, спорту і туризму (КДУФКСТ). За власним твердженням, Надія довгий час не бачила особливої різниці між регбі-7 та регбіліг. На регбі-7 ставку Надія зробила після того, як дізналася, що цей вид спорту включили до програми Літніх Олімпійських ігор 2016 року. Продовжувала кар'єру в клубі ЦСП № 4 (він же «Кубань»), в 2019 році переїхала з родиною до Москви і стала гравчинею ЦСКА.
У складі збірної Росії з регбі-7 Надія грала на Універсіаді 2013 року і була капітаном команди: Росія у фіналі перемогла Італію (30:10). Виграла у складі російської збірної чемпіонати Європи 2013, 2014 і 2016 року. Срібний призер чемпіонату Європи 2015 року. Грала на домашньому чемпіонаті світу 2013 року і стала найкращою гравчинею збірної Росії: популярність приніс Надії забіг у матчі проти збірної Англії по лівому флангу, коли Надія на самому початку матчу мало не занесла спробу, втікши від всієї англійської збірної.
Постійно виступає у Світовій серії регбі-7: потрапляла до символічних збірних деяких етапів. Номінована на премію «Гравець року в регбі-7» 2015 року, найкращий гравець 2015 року за версією журналу «Scrumqueens», так само член символічної збірної 2013—2015 року за версією цього ж журналу. У 2016 році знову виграла титул чемпіонки Європи, в тому ж році стала бронзовою призеркою чемпіонату Європи з регбі-15. У 2019 році за версією журналу «Scrumqueens» була включена в збірну десятиліття з регбі-7.
У 2019 році Надія стала чемпіонкою Європи з пляжного регбі у складі російської збірної.

## Особисте життя
Чоловік — регбіст Владислав Созонов. Є сестра Наталя. 9 листопада 2018 року Надія народила сина Святослава. Стверджує, що готова водити його в спортивні секції, але не буде тиснути на нього, для прийняття рішення щодо занять спортом.